# Skyharbor
Skyharbor ist eine multinationale Progressive-Metal-Band, deren Mitglieder aus Indien, Großbritannien und den Vereinigten Staaten stammen. Der Gitarrist Keshav Dhar startete die Band 2008 unter dem Namen Hydrodjent, welcher an die aufkommende Djent-Szene angelehnt war.

## Geschichte

### Entstehung (bis 2009)
Die Band startete als instrumentales Solo-Projekt des aus Indien stammenden Musikers Keshav Dhar. Dieser kam bereits mit sechs Jahren das erste Mal mit Musik in Kontakt, als ihm seine Eltern das Klavierspielen lehrten. Ein Jahr vor dem Beginn des Colleges, begann Dhar sich 2003 mehr für Rock und Heavy Metal zu interessieren und begann anschließend sich mit dem Gitarre spielen zu befassen. Während seines Studiums in biomedizinischer Technik an der Manipal University begann er, inspiriert durch weitere Solo-Projekte, wie das des Gitarristen Bulb alias Misha Mansoor, mit Hilfe eines Computers selber Musik unter dem Namen Hydrodjent zu produzieren. Nach Abschluss seines Studiums zog Dhar nach Delhi, wo er seine Musik in unterschiedlichen Internet-Foren vorstellte, um sich die Kritik Anderer zu dieser anzuhören.

### Zusammenarbeit mit anderen Musikern & erste Live-Shows (2010–2011)
Als Dhar an seinem ersten Studioalbum arbeitete, kontaktierte ihn im Oktober 2010 Daniel Tompkins, ehemaliger Sänger der Band Tesseract, über die Online-Community MySpace und zeigte sich an dessen Musik interessiert. Er bot ihm an, mit einem Gastauftritt in Dhars Lied Order 66 zu seinem Album beizutragen. Dhar schickte ihm eine große Auswahl an Songs, von denen Tompkins so begeistert war, dass er den Gesang auf sieben der zehn Lieder des bevorstehenden Albums übernahm. Im Februar 2011 verkündete Dhar, sein Projekt in Skyharbor umbenannt zu haben, da Djent zunehmend als eigenes Genre angesehen wurde und nicht mehr die Bedeutung einer Onomatopoesie hatte. Wenig später wurde der ehemalige Megadeth-Gitarrist Marty Friedman auf Dhar’s Musik-Projekt aufmerksam und leistete mit zwei Gastauftritten in den Liedern Catharsis und Celestial seinen Beitrag zum Album. Als Gegenleistung trug Dhar bei den Aufnahmen zu Friedman’s Solo-Album Tokyo Jukebox 2 bei.
Ende Oktober 2011 gab Dhar bekannt, dass der aus den USA stammende Schlagzeuger Anup Sastry der Band beigetreten sei. Dieser hatte zuvor mehrere Schlagzeug-Cover zu Dhars Liedern auf das Internetportal YouTube hochgeladen.  Mitte November sollte das erste Album der Band veröffentlicht werden, jedoch gelangte Keshav Dhar über einen Freund vom Rock Street Journal mit dem britischen Plattenlabel Basick Records in Kontakt, wo er kurz darauf einen Plattenvertrag unterschrieb, so dass die Veröffentlichung des Albums um ein halbes Jahr verschoben wurde. Kurz darauf spielte die Band ihr erstes Konzert auf dem NH7 Weekender Festival, wenn auch noch ohne Sänger. Den Bass übernahm der ebenfalls aus Indien stammende Nikhil Raj, während als Schlagzeuger Anup Sastry extra aus den Vereinigten Staaten anreiste.

### Veröffentlichung vonBlinding White Noise: Illusion & Chaos(2012)
Am 23. April 2012 wurde das Debütalbum Blinding White Noise: Illusion & Chaos über Basick Records in Europa, Australien und Indien veröffentlicht. Einen Tag später war es auch in Nordamerika über Prosthetic Records erhältlich. Die Idee zum Namen des Albums stammte aus dem Songtext des ersten Liedes Dots. Das Album teilte sich in zwei CDs auf: Die erste, Illusion, enthielt die sieben Lieder, auf denen Daniel Tompkins mitwirkte. Die zweite CD nannte Dhar Chaos. Sie enthielt drei weitere Songs, auf welchen der indische Musiker Sunneith Revankar der Band Bhayanak Maut, welcher einst als fester Sänger von Skyharbor gehandelt wurde, den Gesang übernahm. Des Weiteren war, neben Marty Friedman, der indische Gitarrist Vishal J Singh mit zwei Gastbeiträgen auf dem Album zu hören.
Ende Mai 2012 spielten Skyharbor auf einem Konzert von Lamb of God in Bangladesch vor fast 8000 Zuschauern. Lamb of Gods Schlagzeuger Chris Adler, welcher die Band schon seit ihren Anfängen beobachtete, machte den Auftritt möglich. Zudem war es das erste Konzert mit einem vollständigen Line-up, da Sänger Daniel Tompkins eigens für dieses Konzert aus England anreiste. Die zweite Gitarre übernahm der Gitarrist der indischen Band Goddess Gagged Devesh Dayal, welcher fortan als festes Band-Mitglied für Skyharbor spielte. Im Sommer 2012 übernahm das indische Label NH7 den Verkauf von Blinding White Noise: Illusion & Chaos und machte somit den Vertrieb des Albums für die indischen Fans einfacher. Im Oktober 2012 spielte die Band neben Scar Symmetry, After the Burial und Long Distance Calling auf dem in Deutschland jährlich stattfindenden Euroblast Festival, welches den ersten Auftritt der Band außerhalb Indiens darstellte.

### Weitere Entwicklung (seit 2013)
Ende Juni 2013 gewann die Band insgesamt acht Preise bei den Metal Awards der indischen Ausgabe des Rolling Stone. Die Band gewann in der Kategorie „Beste Band“, mit dem Debütalbum Blinding White Noise: Illusion & Chaos in der Kategorie „Bestes Album“ und mit dem Lied Dots in der Kategorie „Bestes Lied“, wo sie sowohl von den Benutzern als auch von der Jury, in der sich unter anderem Mitglieder der Bands Karnivool und The Black Dahlia Murder befanden, zum Sieger gewählt wurden. Des Weiteren wurden Keshav Dhar und Nikhil Rufus Raj als bester Gitarrist beziehungsweise bester Bassist ausgezeichnet. Im Juli spielte die Band einen Auftritt auf dem dreitägigen UK Tech-Metal Fest, wo sie neben Bands wie Scar Symmetry, Veil of Maya und Chimp Spanner zu sehen waren. Für die Band war es der erste Auftritt in Großbritannien, an dem der Schlagzeuger Anup Sastry jedoch nicht mitwirken konnte und durch Mike Malyan von der Band Monuments ersetzt wurde, da er auf einer Nordamerika-Tour mit seiner anderen Band Intervals war. Im September spielte die Band zwei Konzerte mit Tesseract und Monuments in Russland.
Am 23. Juni 2015 gab Skyharbor über Facebook bekannt, dass die Band sich in Freundschaft von ihrem Drummer Anup Sastry getrennt hat. An seine Stelle tritt Aditya Ashok.
Am 29. Juni 2015 wurde auf der Homepage annonciert, dass Sänger und Frontman Daniel Tompkins die Band verlässt und durch den Grammy-nominierten Produzenten, Sänger und Multi-Instrumentalisten Eric Emery ersetzt wird.

## Stil
Inspiriert durch das Soloprojekt Bulb von Misha Mansoor und Acle Kahneys Tesseract, kam Keshav Dhar auf die Idee zu Hause am eigenen PC mit Hilfe seiner Gitarre und verschiedenen Computerprogrammen eigene Musik zu komponieren, auf welcher die Lieder auf Blinding White Noise: Illusion & Chaos basieren, deren Entstehung teilweise bis zu dessen Erscheinung vier Jahre zurückliegt. Alle Instrumente, welche auf dem Debütalbum zu hören sind, produzierte Dhar daheim an seinem eigenen Computer. Beim Schreiben von den Liedern des Albums kombinierte Dhar, nach eigener Aussage, immer mehrere Gitarrenriffs zu einem Einzigen. Anschließend hinterlegte er diese am Computer mit den Bass- und Schlagzeug-Spuren, sowie elektronischen Effekten und wiederholte diesen Schritt so lange, bis ihn das Ergebnis zufrieden stellte. Die Idee, das eigentlich als instrumental ausgelegte Musik-Projekt mit Gesang zu verbinden, kam 2009, als Dhar seine ersten Songs an den Sänger Sunneith Revankar schickte, welcher diese daraufhin mit seinem Gesang vermischte. Das Ergebnis ist auf der zweiten CD Chaos zu hören.
Für das zweite Album sind gemeinsame Aufnahmen geplant.

## Diskografie

### Alben
- 2012: Blinding White Noise: Illusion & Chaos (Europa: Basick Records, Nordamerika: Prosthetic Records, Indien: NH7)
- 2014: Guiding Lights
- 2018: Sunshine Dust